# Retinolo O-acido grasso-aciltransferasi
La retinolo O-acido grasso-aciltransferasi è un enzima appartenente alla classe delle transferasi, che catalizza la seguente reazione:
acil-CoA + retinolo ⇄ CoA + retinil estere
L'enzima agisce sul palmitoil-CoA e su altri derivati acili grassi a lunga catena del CoA.